# エドマンド・スタッフォード (第5代スタッフォード伯)
第5代スタッフォード伯爵エドマンド・スタッフォード（英: Edmund Stafford, 5th Earl of Stafford KG KB、 1377年3月2日 - 1403年7月22日）は、イングランドの貴族。

## 生涯
第2代スタッフォード伯爵ヒュー・ド・スタッフォードとフィリッパ・ド・ビーチャムの息子として生まれた。
エドマンドは18歳で伯爵位を継承し、兄弟のうち爵位を継承した3人目の人物となった。長兄のラルフは爵位を継承する前に亡くなり、他の2人の兄も爵位を継承したものの子供を残さずに亡くなった。
弟のヒューとともにヘンリー4世の戴冠式においてバス騎士団の騎士に叙せられ、1403年にはガーター騎士団の騎士に叙せられた。
1403年7月21日のシュルーズベリーの戦いでヘンリー4世の王党派軍と戦っているときに、スコットランド貴族の第4代ダグラス伯爵アーチボルド・ダグラスに殺された。スタッフォードのオースティン修道会教会に埋葬された。

## 結婚と子女
エドマンドは、アン・オブ・グロスターの2番目の夫として特許状を得て結婚した。アンは、エドマンドの兄弟である第3代スタッフォード伯トマス・スタッフォードの未亡人であったが、トマスは結婚が遂行される前に亡くなった。エドマンドとその兄弟はグロスター家の保護下にあった。アンは、エドワード3世の息子である初代グロスター公トマス・オブ・ウッドストックとエレノア・ド・ブーンの娘であった。アンとの間に3子をもうけた。
- ハンフリー（1402年 - 1460年） - 初代バッキンガム公。初代ウェストモーランド伯ラルフ・ネヴィルとジョーン・ボーフォートの娘アン・ネヴィルと結婚した。ジョーン・ボーフォートは、初代ランカスター公ジョン・オブ・ゴーントとその愛人で後に妻となったキャサリン・ド・ルートの娘であった。子供あり。
- アン（1432年9月20日没） - 最初に第5代マーチ伯エドマンド・モーティマーと結婚した。エドマンドとアンの間には子供がいなかった。2度目に第2代エクセター公ジョン・ホランド（1447年没）と結婚し、エクセター公ヘンリー（1430年 - 1475年）とアン（1486年12月26日没）の1男1女をもうけた。
- フィリッパ - 早世